# كاثرين
كاثرين (بالإنجليزية: Katherine) هي بلدة في الإقليم الشمالي لأستراليا. تقع على نهر كاثرين وسميت على اسمها، جنوب شرق داروين. وهي رابع أكبر مستوطنة في الإقليم وهي معروفة بالمكان الذي تلتقي فيه المناطق النائية بالمناطق الاستوائية. كان عدد سكان كاثرين في المناطق الحضرية حوالي 6300 في تعداد 2016.
تعد كاثرين أيضًا أقرب مدينة رئيسية إلى قاعدة RAAF في تندال، وتقع جنوب شرق البلاد، ويوفر خدمات التعليم والصحة والخدمات الحكومية المحلية وفرص العمل لعائلات أفراد الدفاع المتمركزين هناك. في تعداد أستراليا كان عدد سكان القاعدة 857 نسمة ونحو 20٪ فقط من القوى العاملة تعمل في وظائف خارج الدفاع، يتنقل الغالبية للعمل في كاثرين. تعد كاثرين أيضًا المحور المركزي لطريق سافانا الذي يمتد من كيرنز في شمال كوينزلاند إلى بروم في منطقة كيمبرلي في غرب أستراليا.
بدءًا من موقع استيطاني أُنشئ مع خط التلغراف الأسترالي على طريق النقل بين الشمال والجنوب بين داروين وأديلايد، نمت كاثرين مع تطوير النقل والصناعات المحلية بما في ذلك التعدين لا سيما تعدين الذهب وظيفة عسكرية إستراتيجية مع قاعدة تندال أيضًا كبوابة سياحية إلى مناطق الجذب في منتزه نيتميليوك الوطني القريب ولا سيما كاثرين جورج والعديد من اللوحات الصخرية القديمة. المنطقة فيضانات شديدة خلال موسم الأمطار.

## تاريخ
كان السكان الأوائل للمنطقة هم القبائل الأسترالية الأصلية وتحديداً شعب داغومان وشعب جاوين وشعب وردمان. كان مكانًا مهمًا للقاء هذه القبائل ولا يزال مكانًا للتلاقي. اليوم أصبح لشعب والبيري من منطقة نهر فيكتوريا ومناطق صحراء تانامي مجتمع مخصص في كاثرين إيست.
مر المستكشف جون ماكدول ستيوارت بالمنطقة عام 1862 في رحلته الثالثة الناجحة عبر القارة من الشمال إلى الجنوب. في 4 يوليو 1862 عبر ستيوارت نهر كاثرين 90 كم أعلى المنبع من البلدة الحالية، وسجل في مذكراته: جاء على جدول كبير آخر، له مجرى جار إلى الجنوب الغربي وقادم من الشمال الشرقي. سميت هذا كاثرين تكريما للابنة الثانية للراعي جيمس تشامبرز. هناك بعض التخمين حول دقة ستيوارت. كان اسم زوجة تشامبرز كاثرين ولكن وفقًا لمعظم المصادر كان اسم ابنته كاثرين.

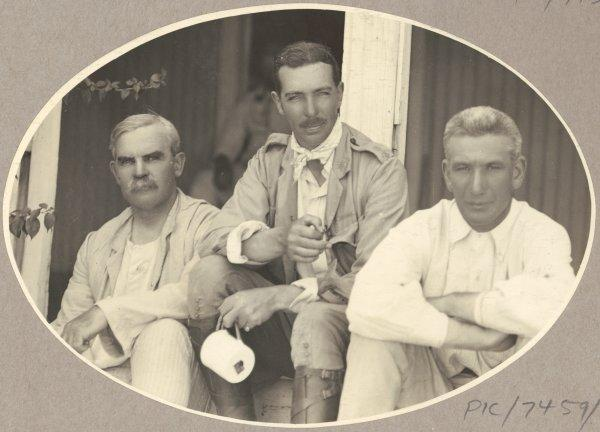
الوزراء يوشيا توماس، السير والتر باريتلوت والدكتور جون جيلروث من الحزب البرلماني الفيدرالي يزورون محطة كاثرين تلغراف في عام 1912

أنشئت محطة كاثرين تلغراف في 22 أغسطس 1872 واستكمل خط أوفرلاند تلغراف لاحقًا في عام 1872 وبدأت المدينة بعدد سكان دائمين صغير على الجانب الغربي من نهر كاثرين. استفادت كاثرين من قربها من حقول الذهب القريبة بما في ذلك باين كريك على بعد 90 كيلومترًا إلى الشمال.
اكتشف الذهب على بعد 50 كيلومترًا إلى الشمال في عام 1889 في جبل تود.
مددت سكة حديد شمال أستراليا إلى كاثرين مع بدء البناء في عام 1923 لجسر سكة حديد كاثرين. أثناء بناء السكة الحديد، ونقل مركز المدينة إلى الجانب الشرقي من النهر. اكتمل الجسر في عام 1926 وعبر أول قطار في 21 يناير 1926. في 15 يوليو 1926 نُشر الموقع الحالي للمدينة في الجريدة الرسمية. تم وضع مكتب البريد الأصلي ومحطة أوليفرلاند ترافيك بجوار فندق سبورتمان أرم الذي كان يحتوي على أماكن لمدير المحطة في أوليفرلاند ترافيك ومركز شرطة بغرفة واحدة. 
خلال الحرب العالمية الثانية أنشأ الجيش الأسترالي مستشفيين حول كاثرين والمستشفى الأسترالي العام رقم 101 والمستشفى الأسترالي العام رقم 121. كما أقام الجيش مقرًا لمنطقة كاثرين. في 22 مارس 1942 تكبدت كاثرين غارتها الجوية الوحيدة خلال الحرب العالمية الثانية.
انخفض إنتاج التعدين منذ إغلاق المنجم في جبل تود (50 كيلومترًا إلى الشمال) في عام 2000.
بدأ بناء خط سكة حديد جديد في يوليو 2001. في 13 سبتمبر 2003 انتهي من الخط بمسار مستمر من أديلايد إلى داروين. بدأت خدمة قطار الركاب في غان في 4 فبراير 2004 وهي تعمل عدة مرات في الأسبوع وتتوقف في كل من الرحلات المتجهة إلى الشمال والجنوب.
غمر النهر المدينة في أعوام 1931 و 1940 و 1957 و 1998 و 2006. كانت فيضانات عام 1998 هي الأسوأ على الإطلاق. بلغ ارتفاع النهر 20.4 متر.
أدت فيضانات أبريل 2006 إلى غرق أجزاء من المدينة تحت الماء (بما في ذلك حوالي 50 منزلاً) وتسببت في أضرار بملايين الدولارات وأدت إلى إعلان حالة الطوارئ في 7 أبريل. ومع ذلك لم ترد أي تقارير عن تسبب الفيضانات في أضرار هيكلية. حذر سكان المدينة من أن النهر قد يفيض في 5 أبريل وكان وسط المدينة تحت الماء قبل ظهر اليوم التالي. وصلت مياه الفيضانات إلى قرابة 19 مترًا عند جسر نهر كاثرين. غمرت عشرات المنازل بما يصل إلى مترين من المياه وكان لدى العديد من السكان الوقت للهروب بما يزيد قليلاً عن الملابس التي كانوا يرتدونها. خلال عطلة نهاية الأسبوع من 8-9 أبريل ذهب أكثر من 1100 شخص إلى مراكز الإجلاء في المدينة. رفعت حالة الطوارئ في 9 أبريل. 
في العقود الأخيرة تطورت كاثرين كمركز إقليمي يدعم الماشية والبستنة والزراعة والسياحة. تقع عند تقاطع الطرق السياحية الرئيسية طريق أرنهيم المركزي وطريق سافانا وطريق المستكشفين، تعد كاثرين بوابة زوار مهمة للإقليم الشمالي.
في يوم أستراليا في عام 1998 دمر فيضان كبير المدينة وأعلنت المنطقة كارثة وطنية. نتج الفيضان عن 300-400 ملم من مياه الأمطار جلبها إعصار لي الذي تسبب في وصول نهر كاثرين إلى ذروته عند 20.4 مترًا. غمرت مياه الفيضانات المدينة وكثير من المناطق المحيطة بها مما تطلب إجلاء العديد من السكان. وغطت الفيضانات مساحة 1000 كيلومتر مربع وأثرت على 1100 منزل وقطعت العديد من الطرق داخل وخارج كاثرين. غرق ثلاثة اشخاص.

## سكان
وفقًا لتعداد السكان لعام 2016 كان هناك 6303 شخصًا في كاترين.
- شكل السكان الأصليون وسكان جزر مضيق توريس 25.4٪ من السكان.
- 66.2٪ من الناس ولدوا في أستراليا. وكانت ثاني أكثر دول الولادة شيوعًا هي الفلبين 2.9٪ ونيوزيلندا 1.8٪ وإنجلترا 1.7٪.
- 64.3٪ من الناس يتحدثون الإنجليزية فقط في المنزل. وشملت اللغات الأخرى المستخدمة في المنزل لغة الكريول بنسبة 3.5٪.
- كانت الاستجابة الأكثر شيوعًا للدين هي لا دين بنسبة 31.1٪.

## الجغرافيا والمناخ

### الطبوغرافيا

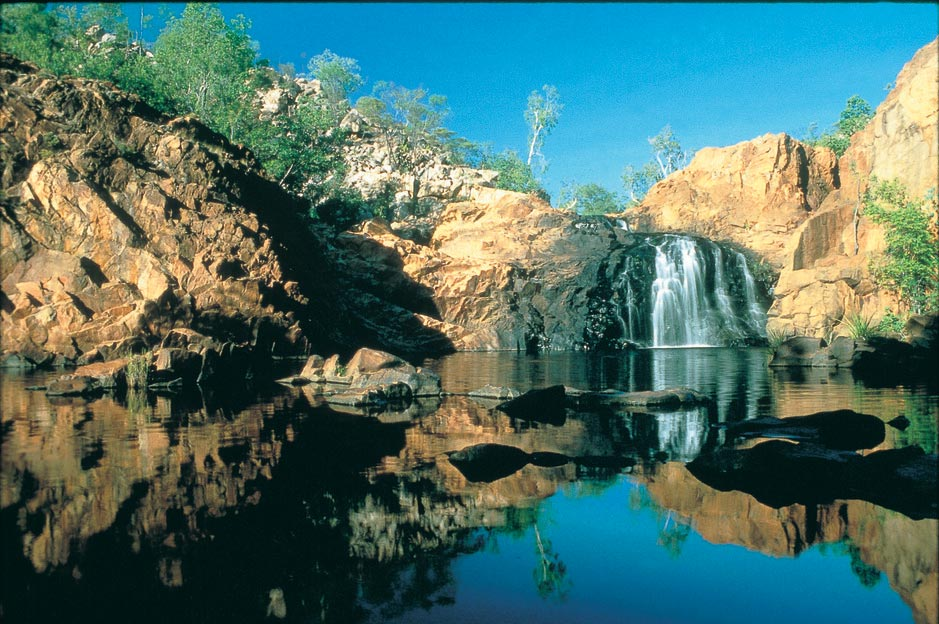
إديث فولز في نهاية موسم الأمطار

تقع كاثرين 320 كم جنوب داروين ويقع على ضفاف نهر كاثرين وهو جزء من نظام نهر دالي. ترتفع الروافد العليا إلى جرف أرنهيم لاند وكاكادو إلى الشمال الشرقي. يقع نهر فيكتوريا (أكبر نظام نهر في الإقليم الشمالي) في 189 كم جنوب غرب كاثرين على طول طريق فيكتوريا السريع. تقع كاثرين على مفترق طرق المناطق النائية نظرًا لموقعها بين منطقة داروين ومنتزه كاكادو الوطني ومنطقة باركلي وخليج كاربنتاريا ومنطقة كيمبرلي في غرب أستراليا.

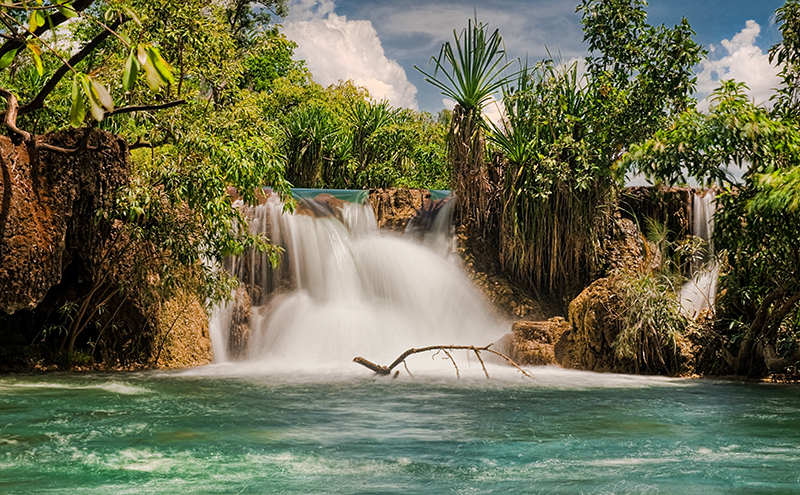
حديقة نهر فلورا الطبيعية

تضاريس المنطقة هي في الغالب غابات السافانا الاستوائية الجافة وتتكون من السهول والتلال والنتوءات الصخرية. إلى الشرق توجد منحدرات من الحجر الرملي كومبولجي وممرات خلابة عبر منتزه نتميلوك الوطني. تقع البلدة نفسها بين سهول مسطحة نسبيًا على طول نهر كاثرين تتخللها تكوينات كارستية من الحجر الجيري وكهوف ونتوءات خشنة. تظهر العديد من التلال المسطحة جنوب غرب كاثرين في محطات الماشية المحيطة.
تقع كاثرين ضمن منطقة بيئية مصنفة على أنها السافانا الاستوائية في كيمبرلي والتي تغطي جزءًا كبيرًا من شمال غرب أستراليا.

### مناخ

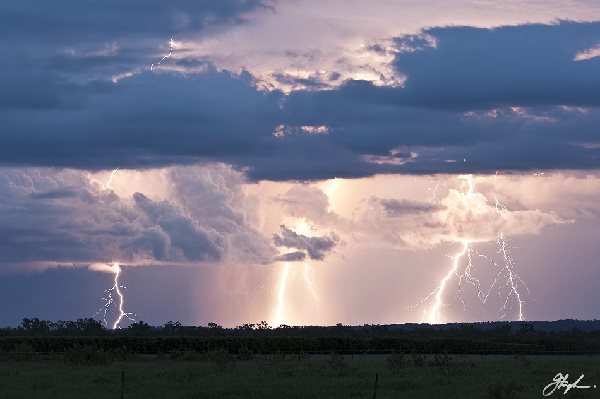
عواصف كهربائية موسم الأمطار مذهلة فوق كاثرين جورج

تشهد كاثرين مناخًا جافًا من السافانا الاستوائية ( تصنيف مناخ كوبن) مع مواسم رطبة وجافة متميزة. تتراوح درجات الحرارة اليومية في موسم الأمطار عادةً من 30 درجة مئوية إلى 37 درجة مئوية تصل إلى أكثر من 40 درجة مئوية من أواخر سبتمبر إلى أواخر نوفمبر. تصاحب الرطوبة العالية جدًا درجات الحرارة المرتفعة خلال فترة التراكم حتى موسم الأمطار عندما تتلقى المنطقة عواصف كهربائية مذهلة. فترة الرياح الموسمية الموسمية هي فترة دراماتيكية من العام من العواصف الرعدية الكبيرة والأمطار الغزيرة إلى تحولات المساحات الخضراء المورقة التي تظهر من المناظر الطبيعية النفضية الجافة لموسم الجفاف. تشهد كاثرين حوالي 50 يومًا من العواصف الرعدية سنويًا تحدث معظمها من نوفمبر إلى أبريل.
في الطقس الجاف يمكن أن تصبح الليالي باردة جدًا وتنخفض بانتظام إلى 7 °C بين عشية وضحاها حول شهري يونيو ويوليو. مستويات الرطوبة أقل بكثير من يونيو إلى أغسطس، وبالتالي أصبح هذا الوقت الأكثر شعبية للزوار الذين يرغبون في استكشاف المنطقة. يمكن الوصول إلى معظم المتنزهات والطرق خلال موسم الجفاف بينما يتسبب موسم الأمطار غالبًا في قيود على إمكانية الوصول.
الارتفاع المنخفض بالنسبة للمناطق المحيطة، وكذلك وضع المدينة على ضفاف النهر يعني أن المنطقة معرضة للفيضانات. كان الفيضان في يوم ستراليا في عام 1998 مدمرًا بشكل خاص. أنتج الإعصار المداري السابق ليس ما بين 300 و 400 ملم من الأمطار خلال فترة 48 ساعة مما تسبب في ارتفاع نهر كاثرين إلى 21.3 مترًا ومقتل ثلاثة أشخاص.

### المناطق
يقع حي الأعمال المركزي في كاثرين على بعد 350 مترًا من ضفاف نهر كاثرين. تخدم البلدة المراكز الإقليمية في باين كريك، ماتارانكا، بورولولا، دالي ريفر وتيمبر كريك.
تقع قاعدة RAAF Tindal 17 كيلومتر من كاثرين ويلعب دورًا مهمًا في الاقتصاد المحلي. افتتحت تاندال إيرباص رسميًا في 1 أكتوبر 1988.
كاثرين مدينة كبيرة إلى حد ما من حيث مساحة أراضيها، على الرغم من انخفاض عدد السكان مجتمعين بحوالي 10000 شخص. تمتد منطقة مجلس مدينة كاثرين (البلدية) من تقاطع نهر فلورا في الغرب إلى مارانبوي في الشرق ومن نهر فيرجسون في الشمال إلى هضبة ستورت في الجنوب. مناطق شاير أخرى في منطقة كاثرين هي فيكتوريا دالي وشاير الخليج روبر.
تشمل الأراضي التقليدية للمنطقة أراضي السكان الأصليين واردمان و جاويون و دوجومان، البلدة نفسها هي منطقة التقاء هذه الأراضي التقليدية.
تحتل منطقة واردمان مناطق إلى الغرب من كاثرين إلى الأجزاء الشرقية من منطقة نهر فيكتوريا.
تحتل منطقة جاويون مناطق إلى كاثرين إلى الحافة الجنوبية من حديقة كاكادو الوطنية بما في ذلك منتزه نيتيلوك الوطني وغيرها
تحتل منطقة داغومان مناطق إلى الجنوب من كاثرين من ليتش لاجون ونهر الملك الأعلى والنهر الجاف وعبر بحيرة وارلوك بوندز بالقرب من ماتارانكا.

### البيئة المبنية

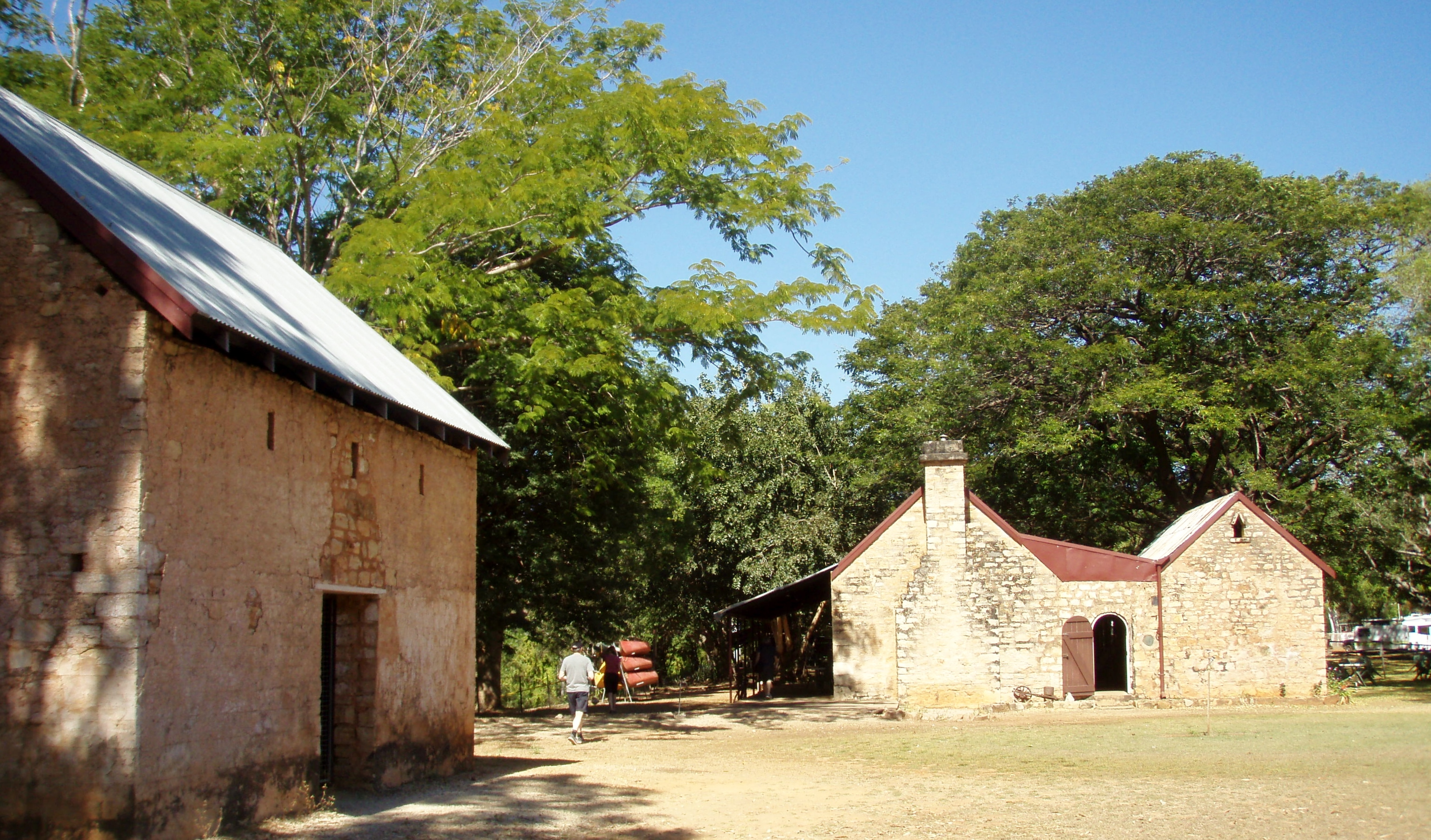
سبرينجفيل هومستيد

تعتبر سبرينغفال هوميستيد التي بنيت في عام 1879 أقدم منزل أصلي في الإقليم الشمالي. كان المنزل في الأصل يديره ألفريد جايلز. تعد محطة سكة حديد كاثرين القديمة من المعالم التاريخية الأخرى التي خدمت شركة اللحوم فيستي أثناء عملها في داروين وكانت مركزًا رئيسيًا للنقل خلال الحرب العالمية الثانية.
موقع تاريخي آخر هو ريسدس كيف. بُني في الأصل ليكون كوخًا ترفيهيًا عام 1943 لضباط الجيش خلال الحرب العالمية الثانية  يعتبر الهيكل مثالًا جيدًا لممارسات البناء المحلية باستخدام مواد محلية مثل خشب الصنوبر والحديد المموج.
يُعد متجر جولان جوهرة تاريخية أخرى في مستوطنة كاثرين القديمة التي بناها برنارد مورفي في عام 1891. يقع بالقرب من نوتس كروسنغ وهو محاط بأشجار بوب الكبيرة بالقرب من ضفاف نهر كاثرين. ظهر المتجر أيضًا في فيلم رعب التمساح Rogue.
منذ إنشاء منتزه نتميلوك تطورت كاثرين إلى وجهة سياحية. تجذب كاثرين جورج في منتزه نتميلوك الوطني أعدادًا كبيرة من الزوار كل عام (232 ألفًا في 2004-2005).

## حكومة
يقع مقر الحكومة المحلية لبلدة كاثرين في كاثرين. يتكون المجلس من خمسة أعضاء مجلس محلي وعمدة ونائب رئيس بلدية. عمدة البلدة الحالي هو إليزابيث كلارك.
على مستوى الإقليم يغطي التقسيم الانتخابي لكاثرين المدينة وضواحيها وينتخب عضوًا واحدًا في الجمعية التشريعية للإقليم الشمالي. فازت جو هيرسي في انتخابات عام 2020 عن حزب CLP وأطاحت بعضو حزب العمال ساندرا نيلسون. لدى العديد من الإدارات الحكومية في الإقليم الشمالي مكاتب في كاثرين مع وجود معظمها في مبنى المركز الحكومي في فيرست ستريت مما يسمح للمجتمع بالوصول إلى خدمات مثل تسجيل المركبات وعيادات الصحة العامة وخدمات الأسرة والمجتمع والإسكان العام. توجد أيضًا محكمة تقع في الجوار والتي تنظر بانتظام في الأمور أمام محكمة الصلح في الإقليم الشمالي داخل الغرف.
في مجلس النواب الأسترالي تعد كاثرين جزءًا من قسم لينجيرلي، والذي يشمل كل الإقليم خارج منطقة داروين بالمرستون. لينجياري محتجز حاليا من قبل عضو حزب العمال وارن سنودون. يضم مجلس الشيوخ الأسترالي ممثلين عن الإقليم الشمالي - السناتور سام مكماهون يمثل الحزب الليبرالي القطري والسيناتور مالارنديري مكارثي. كاثرين هي قاعدة صلبة للحزب الليبرالي البلد يمين الوسط.
كما يمكن الوصول إلى خدمات الحكومة الفيدرالية بما في ذلك Centrelink من خلال المكاتب الموجودة في كاثرين.

## اقتصاد
تساهم الصناعة الرعوية والتعدين والدفاع (RAAF Tindal) والسياحة في اقتصاد كاثرين. في 2003-2004 كانت القيمة الإجمالية المقدرة للإنتاج الزراعي من منطقة كاثرين 75 مليون دولار: 52 مليون دولار من الماشية، 16.5 مليون دولار من الفاكهة والخضروات و 7 ملايين دولار من التبن والمحاصيل الحقلية الأخرى. قُدّر الإنتاج من التعدين في المنطقة بمبلغ 201 مليون دولار في 2003-2004 أو 13٪ من إنتاج الطاقة والتعدين في الإقليم الشمالي. وتشمل السلع الأساسية الرصاص والزنك والباريت والحجر الجيري والحصى.
لدعم الصناعات الرعوية والزراعية تحتفظ إدارة الصناعة الأولية ومصايد الأسماك في الإقليم الشمالي بمحطة أبحاث كاثرين التي توظف ما يصل إلى 40 موظفًا في المختبرات والصوبات الزراعية وغرف التبريد ومرافق التعامل مع الحيوانات مع الأراضي المفتوحة لأنشطة المحاصيل والرعي. يضم المرفقمن الأرض على موقع يقع قبالة طريق ستيوارت السريع شرق كاثرين. يساعد البحث الذي تم إجراؤه في المحطة المزارعين المحليين على مواءمة إدارة الأراضي مع المناخ والبيئة ومعالجة الآفات والأمراض.
المانجو هي صناعة رئيسية رئيسية في الإقليم. في الصيف تعد منطقة كاثرين واحدة من مناطق أستراليا الرئيسية المنتجة للمانجو. ينتج الإقليم الشمالي بشكل عام المانجو في بداية الموسم (سبتمبر - نوفمبر) لتجنب موسم الأمطار الذي يحتمل أن يكون ضارًا.
مرفق التجزئة الرئيسي في المدينة مركز تسوق واحة كاثرين البالغ مملوكة لمراكز Vicinity وتشمل سوبر ماركت Woolworths ومتجر K Hub (استبدل Target Country في أوائل عام 2021) والمتاجر المتخصصة.

## المواصلات

### سكة حديدية

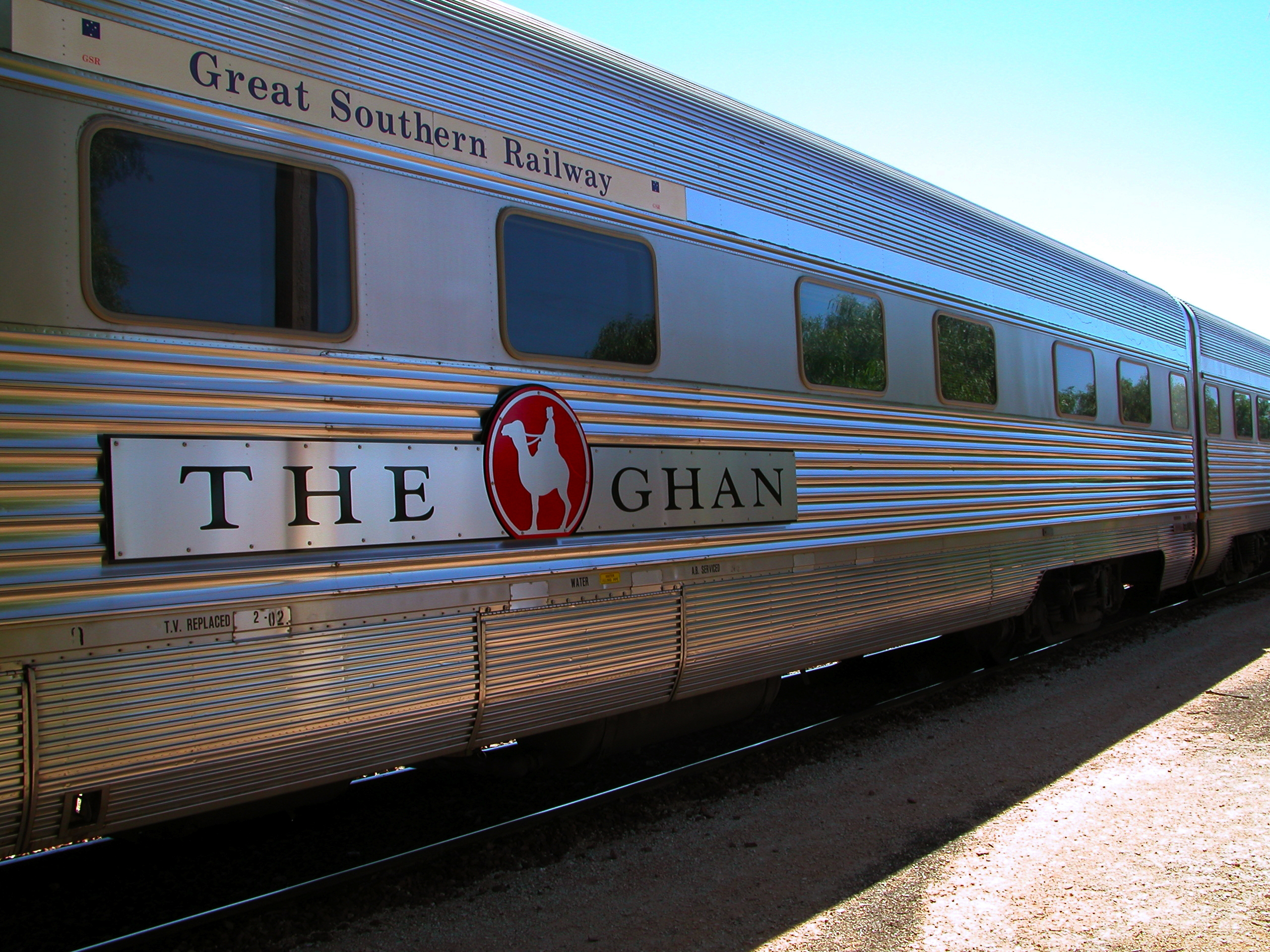
الغان

كانت كاثرين مرتبطة في الأصل بداروين عبر سكك حديد شمال أستراليا وهو خط سكة حديد ضيق وصل إلى المدينة في عام 1926. سقط الخط في غير صالح وأغلق في مايو 1976 بعد الأضرار التي سببها إعصار تريسي أدت إلى وقف شحن خام الحديد من منجم فرانسيس كريك. في عام 2003 استبدل الخط بخط القياس القياسي من أليس سبرينغز إلى داروين.
تعمل The Ghan التي تديرها جورني بيوند على خط القياس القياسي بين Adelaide داروين. يشغيل مرة واحدة في الأسبوع في كل اتجاه مع بعض الاستثناءات.
يجري التخطيط لإنشاء مركز كاثرين للخدمات اللوجستية والأعمال الزراعية جديد. سيتم بناء محطة الركاب الجديدة المقترحة وطريق الوصول المرتبط بها وموقف السيارات ومنصة السكك الحديدية على حلقة خط سكة حديد جديدة.

### مطار
مطار كاثرين حوالي 15 كم جنوب وسط المدينة. تقوم شركة أسر نورث برحلات جوية إلى كاثرين 3 مرات في الأسبوع من داروين وأليس سبرينغز. يمكن أيضًا ترتيب رحلات الطيران العارض. يشترك المطار الحالي في المرافق مع قاعدة تندال RAAF ليحل محل مطار كاثرين الأصلي الذي كان يعمل من 1930 إلى 1978 والذي كان بارزًا كقاعدة أسس منها الدكتور كلايد فينتون الخدمة الطبية الجوية في الإقليم الشمالي.
تلقى المطار والمدينة وصفًا موسعًا في كتاب ما وراء الأفق الأزرق للكاتب ألكسندر فراتر الذي كتبه في الثمانينيات ويصف رحلة بواسطة الخدمات الجوية المحلية من لندن إلى بريزبين متتبعًا مسار عمليات الخطوط الجوية الرائدة في الثلاثينيات. 

### طريق
تقع كاثرين على مفترق طرق طريق سافانا الذي يمتد من الشرق إلى الغرب من كيرنز إلى بروم وطريق المستكشف الذي يمتد من الشمال إلى الجنوب من داروين إلى أديلايد عبر أليس سبرينغز. يمتد طريق سافانا على طول طريق فيكتوريا السريع في كاثرين ويدير طريق إكسبلوررز على طول طريق ستيوارت السريع. تقع المدينة على بعد ثلاث ساعات بالسيارة من داروين.

## المجتمع والثقافة

### ثقافة غراي نوماد
يتضخم عدد سكان كاثرين بشكل كبير خلال موسم الجفاف. كل عام يحزم كبار السن (يُطلق عليهم اسم غراي نوماد) من الأجزاء الباردة في أستراليا قوافل ويتجهون شمالًا إلى كاثرين ومواقع أخرى في جميع أنحاء الإقليم الشمالي. 

### تعليم
كمركز إقليمي رئيسي توفر المدينة خيارات التعليم الابتدائي والثانوي والعالي فضلاً عن تسهيل الطلاب ذوي الاحتياجات الخاصة والإعاقات.
توجد أربع مدارس ابتدائية عامة في المدينة تقدم خدماتها للطلاب من المرحلة الانتقالية إلى الصف السابع: مدرسة كاثرين ساوث العامة ومدرسة كلايد فينتون ومدرسة ماكفارلين الابتدائية ومدرسة شارع كاسوارينا نسخة محفوظة 30 نوفمبر 2021 على موقع واي باك مشين.. كل مدرسة من هذه المدارس لديها أيضا روضة أطفال ملحقة. تلبي مدرسة كاثرين ستريت الخاصة الأطفال ذوي الاحتياجات الإضافية من 3.6 إلى 18 عامًا.
مدرسة كاثرين الثانوية هي المدرسة الثانوية العامة الوحيدة (سنوات 7-12) في المدينة وتدعم فرص التعلم الأكاديمية والرياضية والعلمية لطلابها. المدرسة لديها مكتبة جيدة الموارد لديها مجموعة واسعة من الوسائط المكتوبة والإلكترونية. تفتخر هايغ كاثرين أيضًا رياضية كبيرة مكيفة تسمح بالأنشطة الرياضية على مدار العام والأنشطة الداخلية. وفقًا لوزارة التعليم والتوظيف والتدريب يوجد حاليًا 586 طالبًا مسجلين في المدرسة. المديرة الحالية هي آن وايت. نظرًا للمساحة الشاسعة وقلة عدد السكان الذين تخدمهم منطقة كاثرين يتعين على العديد من الطلاب السفر لمسافات طويلة من منازلهم للالتحاق بالمدرسة. يقع كاليستيمون هاوس في مكان قريب بينما يوفر مستقلاً عن مدرسة كاثرين العالية أماكن إقامة لما يصل إلى 40 طالبًا في المدرسة الثانوية من المناطق النائية حتى يتمكنوا من حضور الفصول الدراسية بانتظام في المدرسة.
توفر كلية سانت جوزيف الكاثوليكية بديلاً للمدارس العامة في كاثرين حيث تقدم خدماتها للطلاب من مرحلة ما قبل المدرسة حتى الصف الثاني عشر. بدأت المدرسة في تقديم دراسات السنة 11 في 2013 ودراسات السنة 12 في 2014. اعتبارًا من عام 2012 كان هناك 330 طالبًا مسجلين في الكلية.
تحتفظ جامعة تشارلز داروين بحرم جامعي في كاثرين مقسم بين موقعين. تقع الكلية الريفية على طريق ستيوارت السريعشمال كاثرين على طريق ستيوارت السريع ويوفر أماكن إقامة للطلاب الذين يدرسون الدورات المهنية أو يزاولون التدريبات المهنية والتدريب في الزراعة والإنتاج الريفي. تقع مكاتب المدينة داخل منطقة الأعمال المركزية وتقدم دورات مهنية في تخصصات أخرى بما في ذلك دراسات الأعمال والحوسبة ورعاية الأطفال والخدمات المجتمعية.
توفر مدرسة كاثرين ستريت تعليمًا متخصصًا للطلاب ذوي الاحتياجات الخاصة من جميع أنحاء منطقة كاثرين.
تأسست مدرسة كاثرين الجوية في عام 1966 لتوفير التعليم عن بعد للطلاب في المناطق النائية والمجتمعات المعزولة. أجرت المدرسة في الأصل دروسًا عبر البث الإذاعي عالي التردد ولكن مع ظهور تقنيات مثل الاتصالات عبر الأقمار الصناعية والإنترنت، لم يعد هذا النظام مستخدمًا. تخدم المدرسة ما يقرب من 250 طالبًا حتى السنة 9 على مساحة. تروج المدرسة أيضًا لنفسها كمنطقة جذب سياحي حيث تفتخر بـ أكبر فصل دراسي في العالم.

### صحة
يقع مستشفى منطقة كاثرين في المدينة ويوفر مرافق طبية وجراحية طارئة بالإضافة إلى وحدات الأمومة والتصوير الشعاعي وغسيل الكلى والخدمات المتخصصة. مواعيد الطبيبمتاحة في جورج هيلث. تقدم خدمة وورلي الصحية علاجًا حساسًا ثقافيًا للمرضى من السكان الأصليين.

### التسلية والترفيه

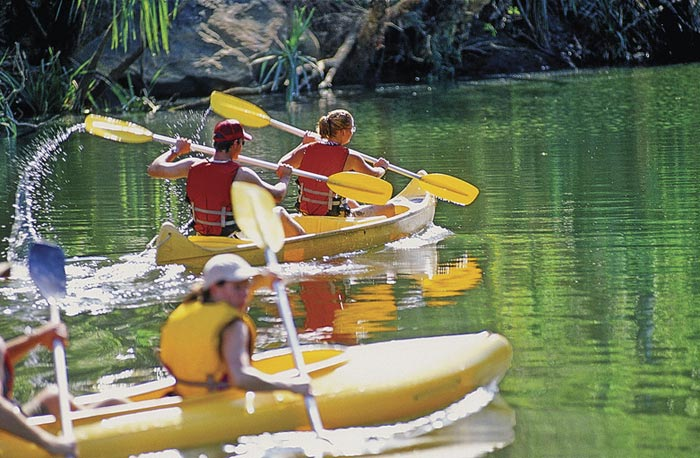
التجديف في كاثرين جورج

غالبًا ما تكون الأنشطة الترفيهية في كاثرين قائمة على الطبيعة. كالصيد والمشي في الأحراش والكهوف والتخييم وصيد الأسماك في أنهار فيكتوريا كلها أنشطة ترفيهية شهيرة. على الرغم من بذل محاولات لنقل تماسيح المياه المالحة بأمان من مناطق النهر المشهورة بالسياح فإن هذه التماسيح تعيش في معظم أنظمة الأنهار هذه.
داخل المدينة نفسها يوجد مجمع سينمائي من ثلاث شاشات افتتح في عام 1998. يوجد ناديان في المدينة: نادي كاثرين (فرع دوري الخدمات والعائد في أستراليا ) ويقع في منطقة الأعمال المركزية ونادي كاثرين الريفي في كاثرين ساوث. هناك العديد من المطاعم والفنادق (أو المنتجعات) التي تقدم خيارات الغداء أو العشاء.
أيضًا في المدينة في الطابق الأول من مركز راندازو في كاثرين تراس توجد مكتبة كاثرين العامة. المكتبة هي خدمة مجتمعية مجانية تقدم عضوية لجميع سكان منطقة كاثرين والعضويات المؤقتة متاحة لزوار المنطقة. بالإضافة إلى مجموعتهم القابلة للاستعارة من الكتب والوسائط المتعددة والكتب الصوتية والموارد الإلكترونية تعد المكتبة أيضًا موطنًا لمجموعة الإقليم الشمالي مجموعة خاصة غير مقترضة تجمع المواد المتعلقة على وجه التحديد أو المكتوبة من قبل المؤلفين من الإقليم الشمالي ومنطقة كاثرين بشكل أكثر تحديدًا.
يقع مركز هنري سكوت الترفيهي وهو منشأة كبيرة مملوكة لجمعية الشبان المسيحيين، في مجمع كاثرين الرياضي ويحتوي على حلبة للتزلج على الجليد وصالة للألعاب الرياضية ويستضيف أنشطة ترفيهية منتظمة تستهدف الشباب في المدينة مثل دروس الرقص. يوفر المكان أيضًا مرافق رعاية الأطفال ودور الحضانة بعد المدرسة. بالإضافة إلى ذلك تستضيف جمعية الشبان المسيحية أنشطة أخرى مثل دروس أكوا إيروبكس في مركز كاثرين المائي الواقع بجوار مركز الترفيه.

### الأدب والسينما
اشتهرت منطقة كاثرين من خلال رواية We of the Never Never (1908) للكاتب جيني جان، زوجة أحد الرعاة الرائدين في أواخر القرن التاسع عشر. أُصدر نسخة فيلم من الكتاب في عام 1982. الفيلم الروائي جدة (1955) صور جزئياً في كاثرين جورج. ومع ذلك دمر آخر لفة من السلبيات في حادث تحطم طائرة في طريقها للتطور في إنجلترا وأعيد تصوير المشاهد في شلالات كانانجرا في الجبال الزرقاء. صور فيلم الرعب الأسترالي روغ الذي صدر في عام 2007 جزئيًا في كاثرين جورج. ذكرت كاثرين أيضًا لفترة وجيزة في فيلم التمساح دندي عام 1986. تبرز كاثرين بشكل كبير في جنيراشيون وهي رواية كتبها أندرو ماك آلان (اسم مستعار لجيمس ليسور).

## أعلام
- ميك دودسون
- كاديل إيفانز
- كلايد فينتون
- ليسيل جونز
- لوك كيلي
- جيمس مكمانوس
- دارسي شورت
- ماثيو سنكلير
- ستيفاني تالبوت

## وصلات خارجية
- مجلس مدينة كاثرين
- مكتبة أستراليا الوطنية، مجموعة صور لكاثرين عام 1996.
- الموقع الرسمي للمعلومات السياحية
- جمعية كاثرين السياحية الإقليمية
- صفحة الويب الخاصة بـ NT
- خريطة Street-directory.com - خط سكة حديد جديد يبعد 3 كيلومترات جنوب غرب المدينة